# 加登法姆斯 (加利福尼亞州)
加登法姆斯（英語：Garden Farms）是位於美國加利福尼亞州聖路易斯-奧比斯保縣的一個人口普查指定地區。

## 地理
加登法姆斯的座標為35°24′57″N 120°36′21″W / 35.41583°N 120.60583°W，而該地最高點為海拔高度291米（即955英尺）。

## 人口
根據2010年美國人口普查的數據，加登法姆斯的面積為2.832平方千米，均為陸地。當地共有人口386人，而人口密度為每平方千米136人。